# Inna Sissoko Cissé
Ina Sissoko Cissé, née le 11 décembre 1933 à Ké-Macina, est une spécialiste des sciences sociales et administratives malienne. Elle est la première femme à devenir membre d'un gouvernement de son pays (de 1968 à 1972).

## Biographie
Inna Sissoko, née Moussoumakan Sissoko, est issue d'une famille d'enseignants. Elle effectue sa scolarité à Ségou et à Bamako. En 1953, elle commence à travailler comme enseignante assistante. Elle suit ensuite des études d'infirmière de 1957 à 1959, à Dakar, puis d'assistante sociale entre 1959 et 1962, à Paris. Elle travaille comme professeur de travail social. Elle est diplômée en sciences sociales de l'université de Paris en 1967.
Inna Sissoko, qui n'appartenant pourtant pas à l'Alliance soudanaise, qui dirigeait alors le Mali, est nommée secrétaire d'État aux Affaires sociales à la suite du coup d'État de 1968. Elle devient ainsi la première femme au gouvernement malien. Elle occupe ce poste jusqu'en 1972, lorsque le secrétariat d'État aux Affaires sociales fusionne avec le ministère de la Santé (en),. À partir de 1985, elle travaille comme conseillère auprès du ministère du Travail et de la Fonction publique.
En 1971, elle lance la première campagne d'éducation sexuelle et de planification familiale au Mali. À cette fin, le Comité militaire dirigé par Moussa Traoré annule l'interdiction de la contraception qui datait du droit colonial ; il s'agit du premier pays francophone d'Afrique à prendre cette mesure. Elle a soutenu les organisations féminines du pays, notamment la fondation de l'Association nationale des femmes du Mali en 1974.
Inna Sissoko est de religion musulmane. Elle est divorcée du professeur Django Cissé. Elle n'a pas eu d'enfant, mais en a adopté. Elle est la première femme à être nommée commandante et grand officier de l'ordre national du Mali.